# Greven (geslacht)

Greven is een Nederlands geslacht waarvan leden sinds 1909 tot de Nederlandse adel behoren.

## Geschiedenis
De stamreeks begint met Gerrit Arents die samen met zijn echtgenote in 1595 testeerde. Zijn zoon Arent Gerrits (1546-1624) werd burgemeester van Zwolle. Nageslacht, tot aan Alidanus Joan Greven (1768-1842) zou steeds burgemeester van die stad worden.
Bij KB van 7 juli 1909 werden drie kleinzonen en een achterkleinzoon van de laatstgenoemde verheven in de Nederlandse adel waarmee zij en hun nageslacht het adellijke predicaat van jonkheer/jonkvrouw mogen voeren.

## Telgen
- Jhr. Ernst Greven (1885-1924), atleet
- Jkvr. Jacoba Greven (1920-1999), schilderes